# Girón (autobús)
El  Girón  es un tipo de autobús creado en Cuba basado en el Pegaso 6035 para desarrollar y solucionar el problema del transporte.

## Historia
Antes de 1959 bajo una fuerte influencia económica estadounidense, Cuba importaba todo tipo de vehículos, incluidos autobuses donde la industria automotriz nacional prácticamente no existía. Después de la revolución, la flota se abasteció con 931 Leylands de Reino Unido, 101 Pegasos españoles y 867 autobuses producidos por varios países de Europa del Este incluido un Ikarus 55, un Ikarus 66 y 200 Ikarus 630.  
A principios de los años 70 Fidel Castro inauguró la fábrica “Claudio Argüelles” de autobuses, los primeros hechos en Cuba bajo su gobierno, después de los buses con carrocería nacional Merens del carrocero Andrés Rodríguez. En los años 70 con el objetivo de mejorar la situación del transporte se ideó la construcción de un ómnibus el cual se denominó  GIRÓN, en honor a la batalla contra la Invasión de bahía de Cochinos apoyada por Estados Unidos en la playa del mismo nombre en Matanzas, a partir del chasis y motor del camión soviético GAZ-63 con carrocería cubana y un sediento V-8 de entre 6 o 7 kilómetros por galón con 120hp, acoplado a transmisión manual de 4 velocidades el cual podía alcanzar 90kmh.
Una característica del Girón fue el parabrisas plano dividido y el motor dentro de la cabina, cubierto por una crisálida que amortizaba sólo un poco el ruido del motor y la emisión del calor de tipo Skoda, con un grille o parrilla delantera de barras verticales, presidido por el emblema en relieve que consistía en letra “G” de corte hexagonal.
La producción se inició a mediana escala y su funcionamiento solo en horarios de mayor demanda, en las cabeceras provinciales, destinado para el transporte obrero. La mayoría de las empresas y fábricas  fueron dotadas al menos de una unidad para el transporte de los empleados en la mañana y la tarde. Los autobuses Girón también se convirtieron en remolques de pasajeros, caravanas, vagones y autobuses de dos pisos. Se incluyen varios semirremolques de autobús en combinaciones con las tractoras IFA W50 . Los autobuses Girón también se convirtieron en vehículos remolcadores.
El Girón IV fue producido sobre el motor y el marco del GAZ 153  más pequeño con un toque más moderno como el reemplazo de la vieja flota de ómnibus escolares, la mayoría de ellos Chevrolet, utilizados en las escuelas de las zonas rurales y la Escuela Lenin, una imitación castrista del elitismo de la Escuela de Belén.
En el verano de 1994 fueron vistos en Cuba dos conocidos autobuses del modelo de autobús Girón XVII, a los que se les cambió la carrocería levantando el techo para crear un piso adicional que se baja parcialmente a la cabina de pasajeros. Los dos autobuses fueron construidos durante el Período especial  con la pérdida del 80% de las importaciones y exportaciones en los años posteriores a 1989.
También con el nombre de Girón se construyeron buses ferroviarios de dos ejes con carrocerías Ikarus 200. Los famosos camellos no se produjeron en la planta de Girón. Tras la caída la Unión Soviética las piezas de Ikarus dejaron de llegar a Cuba y la producción de autobuses Girón se suspendió a partir de 1990. La fábrica se reconvirtió para la producción de bicicletas y motocicletas, aunque se mantuvieron talleres de reparación de autobuses debido a la continua demanda de dichos servicios. En 1994 entró en circulación en La Habana el Camello.

## Vehículos
- Girón V, un pequeño autobús con motor delantero y diseño cubano;
- Girón VI, similar al Type V, pero con carrocería basada en el Ikarus 200; utilizado (y tipo V) principalmente para el transporte de escolares y empleados;
- Girón XIII: autobús urbano Ikarus 260;
- Girón XIV: autobús urbano de motor trasero con puerta delantera estrecha y puerta central doble;
- Girón XV; Autobús Ikarus 256;
- Girón XVI: Ikarus 280 ensamblado en Cuba; Autobús urbano corto Girón XVII con motor trasero;
- Girón XXII y XXII T: autocar de turismo de piso alto;
- Girón TE: el moderno autocar de piso alto.

## Galería

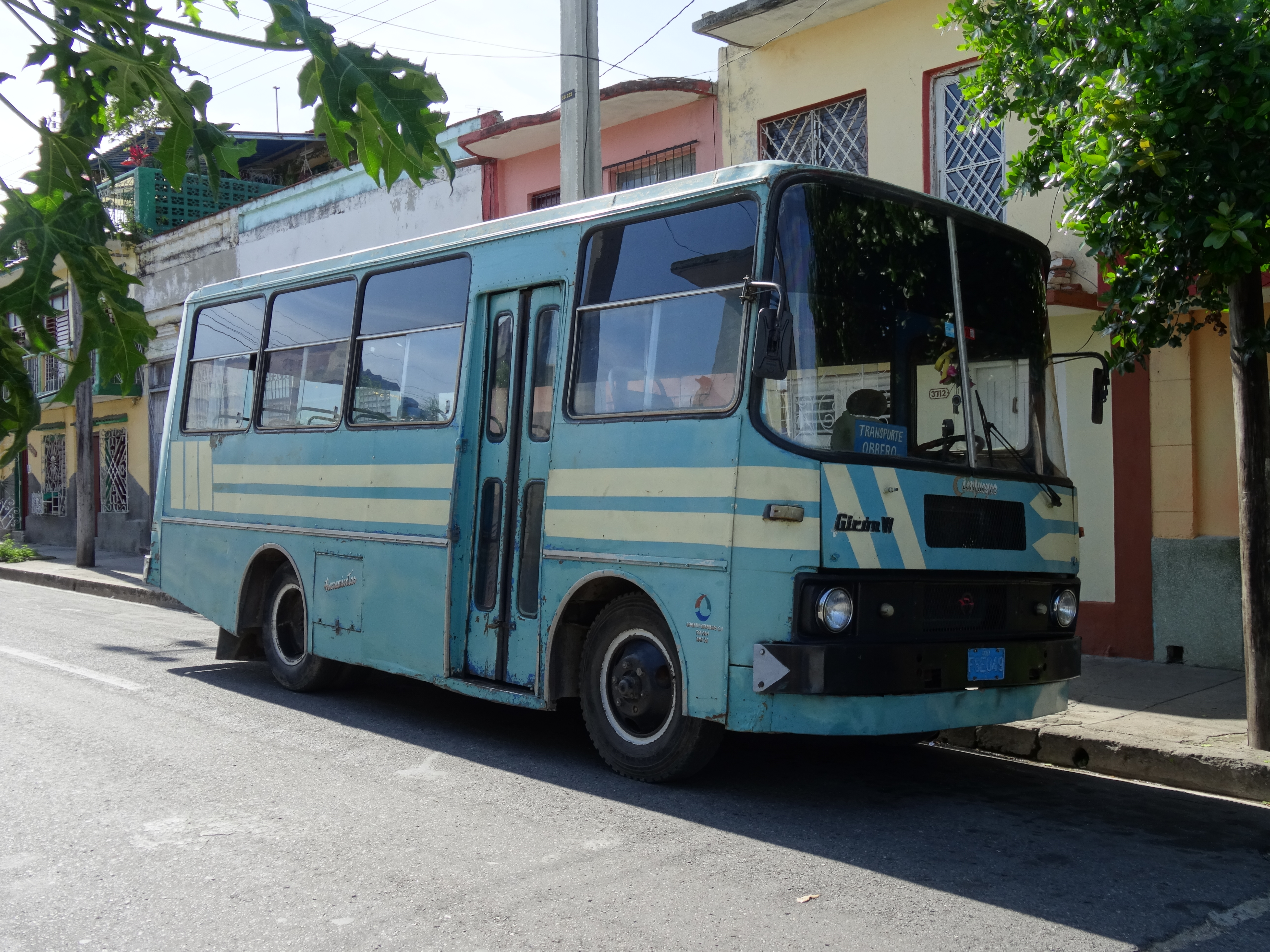
Giron VI en 2014.
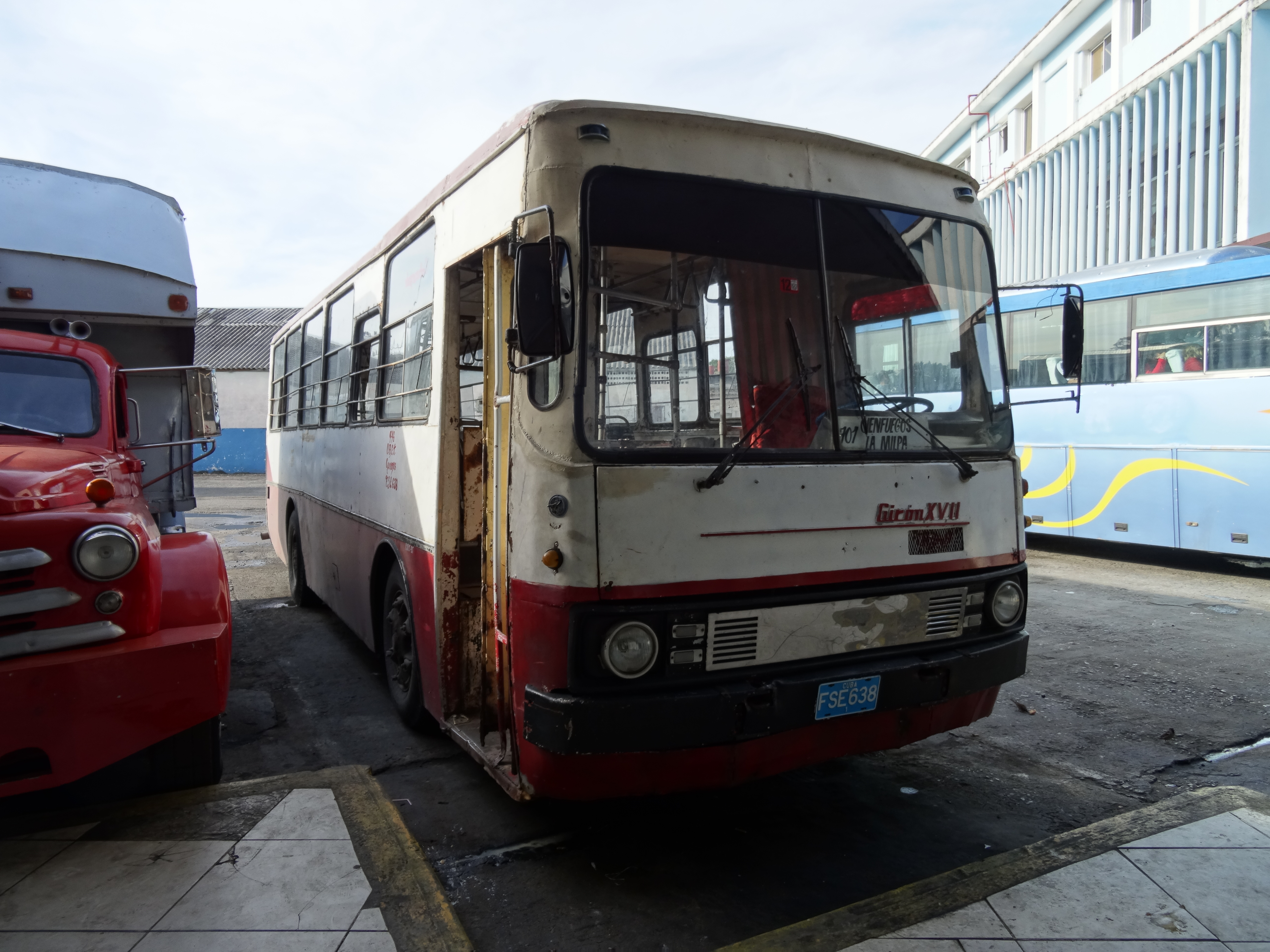
Giron XVII
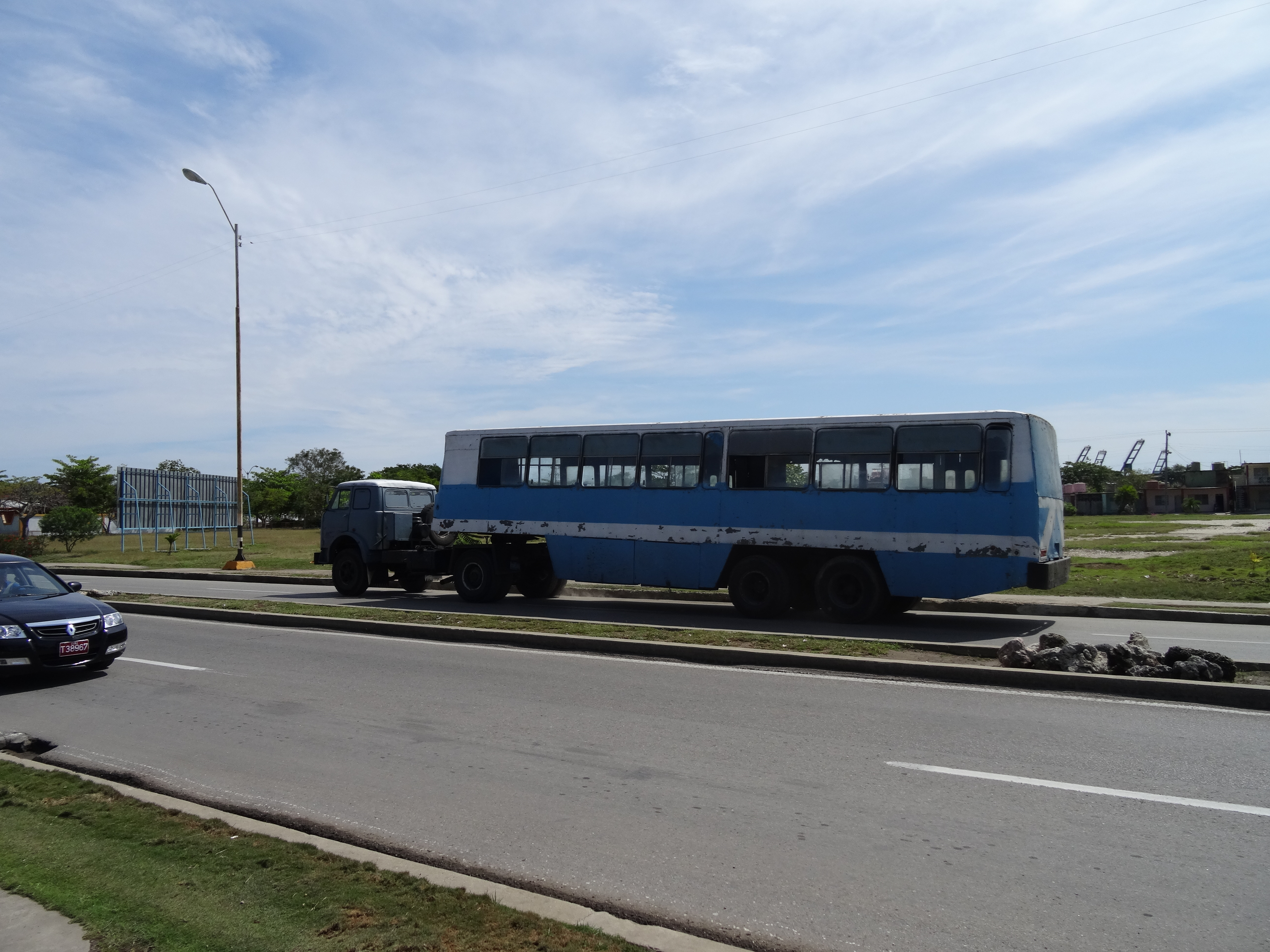
Girón semitrailler en Cienfuegos MAZ-504
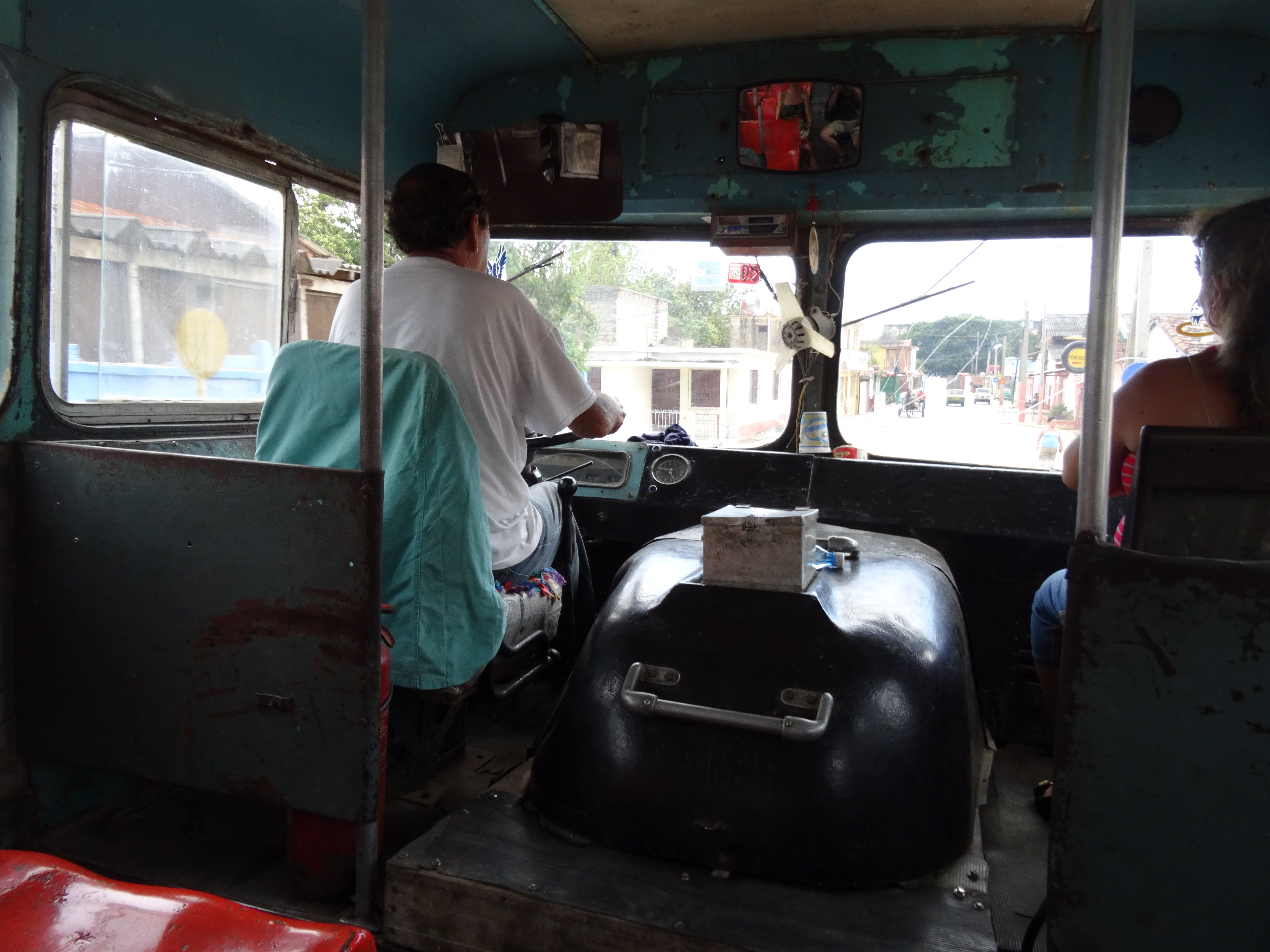
Interior  de un Girón escolar